# František Greškovič
František Greškovič (18. prosince 1922 – 4. dubna 1996) byl slovenský fotbalista, útočník.

## Fotbalová kariéra
V československé lize hrál za Dynamo ČSD Košice. Nastoupil ve 102 ligových utkáních a dal 35 gólů.

## Ligová bilance
| Ročník                                     | Zápasy | Góly | Klub              |
| ------------------------------------------ | ------ | ---- | ----------------- |
| Státní liga 1945/46                        | –      | 8    | ŠK Jednota Košice |
| Státní liga 1946/47                        | –      | –    | ŠK Jednota Košice |
| Státní liga 1947/48                        | –      | –    | ŠK Jednota Košice |
| Státní liga 1948                           | –      | –    | Jednota Košice    |
| Celostátní československé mistrovství 1949 | –      | 3    | Dynamo ČSD Košice |
| Celostátní československé mistrovství 1950 | –      | 6    | Dynamo ČSD Košice |
| Mistrovství československé republiky 1951  | –      | 11   | Dynamo ČSD Košice |
| Mistrovství československé republiky 1952  | –      | 5    | Dynamo ČSD Košice |
| Přebor československé republiky 1953       | 11     | 1    | Lokomotíva Košice |
| CELKEM                                     | 102    | 35   |                   |